# Arturo Elizalde
Arturo Elizalde y Rouvier (Matanzas, Cuba, 1873 - París, 4 de diciembre de 1925) fue un ingeniero e industrial cubano.

## Biografía
Hijo de Salvador Elizalde Giraud, de ascendencia francesa, Ingeniero de Artes y Oficios y propietario de los ingenios azucareros Elizalde, Saratoga y del cafetal la Dionisia, situados en la provincia cubana de Matanzas. Colaboró en la construcción del primer ferrocarril en Cuba, la línea Habana-Güines inaugurada en 1838.
La familia Elizalde en la década de 1890 trasladó su residencia a París. Allí Arturo Elizalde colaboró y fue accionista de la casa de automóviles Delahaye.
En 1894 se casó con Carmen Biada Navarro, bisnieta de Miguel Biada Buñol, promotor del primer ferrocarril de España en la península, la línea Mataró-Barcelona inaugurada en 1848. El matrimonio vivió entre París y Barcelona, tuvo nueve hijos.
Fue en Barcelona donde Arturo Elizalde en 1909 fundó la sociedad Biada, Elizalde y Compañía, dedicada a la fabricación de automóviles y posteriormente de motores de aviación. En el transcurso de los años la empresa cambió varias veces de nombre, siendo los más relevantes Elizalde S.A. y Empresa Nacional de Motores de Aviación (ENMASA).
Elizalde dirigió la empresa hasta su fallecimiento, momento en el que tomó las riendas de la empresa su esposa, ostentando el cargo de presidenta del consejo de administración hasta 1945. Julio Rentería y Modesto Aguilera fueron Directores Generales, y Administrador General, Antonio Elizalde.
Los departamentos técnicos fueron dirigidos por sus hijos, Salvador en el de producción y Arturo Luís en el de pruebas, posteriormente por Miguel y Rafael, ambos ingenieros aeronáuticos.
La fábrica Elizalde en 1951 fue absorbida por el Instituto Nacional de Industria de España, siendo la familia Elizalde y el Estado español sus accionistas. Desde su creación hasta 1930 la sociedad compaginó la fabricación de automóviles con la de motores de aviación, pero fue esta última la que duró más años con la producción de modelos de creación propia como los denominados Beta, Dragón, Sirio y Tigre, junto con los de fabricación bajo licencia como Lorraine, Walter y los reactores Marboré entre otros.
En 1960 se volvieron a fabricar motores diésel de automóviles y se abandonó la producción de motores de aviación en la fábrica de San Andrés de Palomar, tras diversas fusiones y absorciones y varios años de producción de motores diésel para vehículos Seat (modelos 1500 y 1400) y DKW la sociedad resultante denominada CISPALSA fue adquirida en su totalidad por el grupo Daimler-Benz bajo la denominación Mercedes Benz España S.A..